# Morti nell'892
| Questa pagina contiene informazioni ricavate automaticamente dalle voci biografiche con l'ausilio del template Bio e di un bot. L'aggiornamento è periodico e automatico e ricostruisce completamente la pagina. Se manca una persona in questa lista, sei pregato di non aggiungerla, ma accertati piuttosto che la sua voce biografica contenga il template Bio e che i dati anagrafici siano correttamente compilati. Se il template Bio manca, inseriscilo tu stesso o, in alternativa, metti l'avviso {{tmp\|Bio}} che ne segnala la mancanza. Se i dati riportati sono sbagliati, correggi direttamente la voce biografica; le modifiche saranno visibili in questa lista entro pochi giorni. Per chiarimenti vedi il progetto biografie. La lista contiene solo le 11 persone che sono citate nell'enciclopedia e per le quali è stato implementato correttamente il template Bio. Pagina aggiornata al 13 gen 2025. |

- 9 ottobre - Tirmidhi, giurista persiano (n. 825)
- 14 ottobre - Al-Mu'tamid, califfo
- 25 dicembre - Giovanni II bar Narsai, vescovo cristiano orientale siro
- Adalelmo di Troyes, nobile
- Ahmad ibn Yahya al-Baladhuri, storico arabo
- Branimiro di Croazia, sovrano croato
- Sigurd Eysteinsson, condottiero norreno
- Gerardo II d'Alvernia, conte
- Orso di Benevento, principe longobardo
- Siemowit, principe polacco (n. 835)
- Nasr I, politico e emiro persiano